# 佐藤政夫
佐藤 政夫（さとう まさお、1950年12月18日 - ）は、宮城県仙台市出身の元プロ野球選手（投手）。

## 来歴・人物
東北高校3年時の1968年に、若生正廣との二枚看板で第50回全国高等学校野球選手権大会に出場。実際には宮城大会から先発を任されていて、本大会では1回戦で佐賀工業高校に敗れたものの、NPB球団のスカウトから注目されていた。大会後には社会人野球のチームからも数多くの誘いを受けていたが、「社会人（野球のチーム）には（自分のような）18歳の選手も30歳の選手もいて、大学（の硬式野球部）に比べればタテの世界（上下関係）が厳しくない」との考えから、高校の先輩（内野手の樋沢良信など）が硬式野球部に在籍していた地元の電電東北へ入社した。
1969年のNPBドラフト会議で、読売ジャイアンツから5位で指名。当時は社会人野球のチームへ1年在籍しただけの選手も指名できたが、佐藤に対して巨人側は「来ても来なくても良い」という姿勢で、佐藤も自分が指名を受けたことを知らなかった。結局は翌1970年に入団したものの、本人いわく「指名自体に喜びも嬉しさもなかった」とのことで、「NPBへ選手を送り込む場合には、その分だけ新たに選手を入れなければならない」という電電東北のチーム事情を背景に決断を迫る雁部昭八監督への反発から入団を決めたという。結局、入団後は二軍生活に終始した。
NPBが1970年のシーズン終了後に（「加盟全12球団の戦力の均等化」を目的にドラフト会議と同じ要領で）プロ野球選抜会議（トレード会議）を始めるに際して、1球団が保有する支配下登録選手の20％に当たる指名対象選手リストへ掲載されたところ、第1回の選抜会議でロッテオリオンズに指名。選抜会議は永田雅一（当時のロッテ球団オーナー）の主導で実現した制度で、佐藤はこの制度に沿って翌1971年に移籍した。なお、巨人は第1回選抜会議の後に開かれたドラフト会議で樋沢を4位で指名したが、所属選手を2年続けて指名されたことに対して電電東北側が態度を硬化。樋沢の入団が決まるまでには、入団交渉に訪れたスカウトに対して雁部が「（佐藤をわずか）1年で選抜会議に出すのなら、もう交渉に来なくてもいい」と言い放つなど、紆余曲折があったという。
佐藤自身は、ロッテへの移籍1年目（1971年）に一軍公式戦へのデビューを果たすと、中継ぎ投手として13試合に登板した。ただし、5月3日の対東映フライヤーズ戦（東京スタジアム）では、10回表2死満塁から作道烝・大下剛史・大橋穣に3者連続本塁打を浴びた佐藤元彦の後を受けて登板したところ、張本勲と大杉勝男の連続本塁打によって東映打線に「5者連続本塁打」という日本プロ野球公式戦記録を樹立されている。その一方で、1972年には、アメリカ・マイナーリーグ1A（カリフォルニアリーグ）のローダイ・オリオンズ（当時ロッテオリオンズが経営権を保有していたボルティモア・オリオールズ傘下のチーム）に在籍。「ロッテからの野球留学」としての在籍であったが、在籍中にロッテの選手登録を外れていたため、制度上は「ロッテからの移籍」と扱われていた。実際には、カリフォルニアリーグの公式戦では29試合に登板。通算投球イニングは92回、通算成績は3勝2敗2セーブ、防御率3.23で、9試合に先発したほか2試合で完封を記録した。ニックネームの「マック」は、本名の政夫（まさお）にちなんで、この期間中にローダイのチームメートから付けられた。
1973年にローダイからロッテへ復帰したものの、一軍公式戦1試合に登板しただけで、シーズン途中に水谷則博・土屋紘との交換トレードで奥田直也と共に中日ドラゴンズへ移籍。移籍後も中継ぎで起用されることが多く、1976年に救援で初勝利を挙げたほか、1977年には一軍公式戦52試合に登板した。また、1974年10月14日に古巣の巨人戦（後楽園球場でのダブルヘッダー第2試合）で8回裏から登板すると、1死1・3塁の局面で長嶋茂雄と対戦。現役最後の打席になった長嶋を、併殺打で凡退させた。もっとも、左肘のコンディション不良に見舞われた1979年以降は登板機会が激減。1980年のシーズン終了後に、球団から戦力外通告を受けた。通告を受けた時点では30歳で、妻との間に2人の子どもを授かっていたため、本人いわく「（NPBに入ってから）初めて危機感を覚えた」という。やがて、高校の先輩に当たる若生照元（当時は横浜大洋ホエールズのフロント）から現役続行を打診されたことがきっかけで、1981年に大洋へ移籍した。
横浜大洋では、捕手出身の土井淳監督の下で、移籍1年目にしてセントラル・リーグ最多の57試合に登板。キャリアハイの6勝（4敗1セーブ）を記録したほか、投手陣の層が薄いチーム事情を背景に、5月から先発投手としても15試合に登板した。8月3日の対ヤクルトスワローズ戦（明治神宮野球場）では、梶間健一と投げ合った末に、8安打を浴びながらも生涯およびこの年のチーム唯一の完封勝利をマーク。この勝利は、NPB12年目（一軍公式戦238試合目の登板）での初完封勝利でもあった。1981年には無四球試合も記録したが、監督が土井から関根潤三（現役時代は自身と同じ左投手）に交代した1982年以降は出番が減少。1984年シーズン終了後の戦力外通告を経て、1985年にロッテへ12シーズンぶりに復帰した。復帰は中日時代のコーチだった稲尾和久が監督を務めていたことによるもので、1年目には一軍公式戦で2勝5セーブを記録したものの、1987年限りで現役を引退。もっとも、NPBでの現役生活は延べ17シーズン（ローダイへの留学期間を含めれば18シーズン）で、1970年から1972年まで年に1回開催されていた選抜会議で指名された選手では最も長かった。
引退後は、1988年からロッテのスカウトとして活動。1989年はKBO・ロッテ・ジャイアンツで臨時コーチ、1990年は、シーズンの途中から二軍投手コーチも兼ねていた。1994年の退団を機に球界を離れてからも、東北高校時代の恩師・竹田利秋が総監督を務める國學院大学の試合観戦で明治神宮野球場へ足を運んでいる。また、高校時代のチームメイトであった若生正廣が埼玉栄高の監督を務めていた時期には、同校の試合も球場で観戦していたという。

## 選手としての特徴
ニックネームは「マック」。サイドスローの左投手で、肘から始動してから腕をくねらせる独特のモーションから、投球フォームが「コンニャク投法」や「タコ踊り」などと呼ばれた。このようなフォームについては、巨人へ入団する際に竹田から直さないように厳命されていたほか、その後に移籍した球団でもコーチ（近藤や稲尾など）から「直したらダメになる」などと言われていた。ただし、竹田が「最初（東北高校の硬式野球部へ入って）からあのフォームだった」と証言しているのに対して、佐藤自身は引退後に「元はきれいだったフォームが、竹田からああだこうだと言われているうちに変わってしまった」と述懐している。
ローダイからロッテへ復帰してからすぐに中日へ移籍したのは、当時中日の投手コーチだった近藤貞雄が、球団に獲得を進言したことによるものとされている。日本球界の指導者では初めて「投手分業制」を本格的に実践した近藤は、佐藤が巨人から移籍した時期のロッテでもコーチを務めていて、佐藤を「（リリーフに使えば）面白い投手」と評価していたという。
ナチュラルに変化するストレートと曲がりの大きなカーブが持ち味で、左打者相手のワンポイントリリーフへ主に起用。その一方で、ローテーションの谷間で先発されることもあって、前述したように完封勝利も挙げている。大洋へ在籍した時期には、テレビ神奈川などのナイトゲーム中継で登板のシーンが映ることが多く、本拠地のある神奈川県の小学生の間で上記のフォームを真似ることが流行したという。
長嶋と最後に対戦した巨人戦（前述）は、中日が巨人の10連覇を阻止した末にセントラル・リーグの優勝を決めた後の消化試合で、試合の当日には中日の主力選手が本拠地のある名古屋市中心街での優勝記念パレードに参加していた。中日サイドには「長嶋の最後の打席だから花を持たせてやろう」という余裕があったため、佐藤とバッテリーを組んでいた金山仙吉によれば、長嶋を打席に迎えたところで球審に「分かっているだろうな。（長嶋に）打たせてやれ」と言われたことから、「このピッチャー（佐藤は）まっすぐ（ストレート）が変化するからカーブでいきましょうか?」と長嶋に話し掛けたという。これに対して長嶋が「いや、まっすぐでいい」と答えたため、金山が佐藤にストレートを投げるよう要求。佐藤曰く「ストレートを投げたつもりだったが、緊張していたせいで、少し落ちちゃった」とのことで、結局は遊撃手へのゴロから併殺を完成させてしまった。

## 詳細情報

### 年度別投手成績
| 年 度      | 球 団      | 登 板 | 先 発 | 完 投 | 完 封 | 無 四 球 | 勝 利 | 敗 戦 | セ 丨 ブ | ホ 丨 ル ド | 勝 率 | 打 者 | 投 球 回 | 被 安 打 | 被 本 塁 打 | 与 四 球 | 敬 遠 | 与 死 球 | 奪 三 振 | 暴 投 | ボ 丨 ク | 失 点 | 自 責 点 | 防 御 率 | W H I P |
| ---------- | ---------- | ----- | ----- | ----- | ----- | -------- | ----- | ----- | -------- | ----------- | ----- | ----- | -------- | -------- | ----------- | -------- | ----- | -------- | -------- | ----- | -------- | ----- | -------- | -------- | ------- |
| 1971       | ロッテ     | 13    | 0     | 0     | 0     | 0        | 0     | 0     | --       | --          | ----  | 41    | 8.0      | 12       | 3           | 3        | 1     | 1        | 4        | 0     | 0        | 8     | 7        | 7.88     | 1.88    |
| 1973       | ロッテ     | 1     | 0     | 0     | 0     | 0        | 0     | 0     | --       | --          | ----  | 1     | 0.0      | 1        | 0           | 0        | 0     | 0        | 0        | 0     | 0        | 0     | 0        | ----     | ----    |
| 1973       | 中日       | 8     | 0     | 0     | 0     | 0        | 0     | 0     | --       | --          | ----  | 38    | 9.2      | 8        | 0           | 4        | 0     | 0        | 3        | 0     | 0        | 5     | 3        | 2.70     | 1.24    |
| '73計      | 中日       | 9     | 0     | 0     | 0     | 0        | 0     | 0     | --       | --          | ----  | 39    | 9.2      | 9        | 0           | 4        | 0     | 0        | 3        | 0     | 0        | 5     | 3        | 2.70     | 1.34    |
| 1974       | 中日       | 3     | 0     | 0     | 0     | 0        | 0     | 0     | 0        | --          | ----  | 14    | 2.2      | 6        | 0           | 1        | 0     | 0        | 2        | 0     | 0        | 4     | 4        | 12.00    | 2.63    |
| 1975       | 中日       | 20    | 1     | 0     | 0     | 0        | 0     | 2     | 1        | --          | .000  | 115   | 26.2     | 31       | 4           | 5        | 3     | 1        | 16       | 0     | 0        | 14    | 11       | 3.67     | 1.35    |
| 1976       | 中日       | 50    | 3     | 0     | 0     | 0        | 1     | 5     | 0        | --          | .167  | 339   | 80.0     | 79       | 9           | 26       | 1     | 1        | 37       | 4     | 1        | 36    | 33       | 3.71     | 1.31    |
| 1977       | 中日       | 52    | 0     | 0     | 0     | 0        | 2     | 4     | 0        | --          | .333  | 270   | 62.2     | 65       | 13          | 14       | 1     | 5        | 45       | 0     | 0        | 37    | 31       | 4.43     | 1.26    |
| 1978       | 中日       | 42    | 0     | 0     | 0     | 0        | 0     | 1     | 0        | --          | .000  | 206   | 48.0     | 56       | 6           | 12       | 2     | 2        | 23       | 0     | 0        | 23    | 21       | 3.94     | 1.42    |
| 1979       | 中日       | 5     | 0     | 0     | 0     | 0        | 0     | 0     | 0        | --          | ----  | 19    | 2.0      | 12       | 0           | 2        | 0     | 0        | 1        | 0     | 0        | 11    | 11       | 49.50    | 7.00    |
| 1980       | 中日       | 7     | 0     | 0     | 0     | 0        | 0     | 0     | 0        | --          | ----  | 37    | 8.0      | 14       | 2           | 1        | 0     | 0        | 7        | 0     | 0        | 5     | 5        | 5.63     | 1.88    |
| 1981       | 大洋       | 57    | 15    | 3     | 1     | 1        | 6     | 4     | 1        | --          | .600  | 490   | 118.2    | 122      | 8           | 19       | 6     | 8        | 61       | 0     | 0        | 41    | 36       | 2.72     | 1.19    |
| 1982       | 大洋       | 28    | 4     | 0     | 0     | 0        | 1     | 3     | 0        | --          | .250  | 178   | 40.1     | 52       | 5           | 15       | 5     | 1        | 16       | 0     | 0        | 25    | 24       | 5.40     | 1.66    |
| 1983       | 大洋       | 20    | 6     | 0     | 0     | 0        | 2     | 2     | 0        | --          | .500  | 177   | 41.2     | 46       | 8           | 12       | 4     | 0        | 19       | 0     | 0        | 26    | 26       | 5.62     | 1.39    |
| 1984       | 大洋       | 13    | 2     | 0     | 0     | 0        | 0     | 1     | 0        | --          | .000  | 54    | 11.2     | 18       | 0           | 5        | 1     | 0        | 8        | 1     | 0        | 7     | 5        | 3.86     | 1.97    |
| 1985       | ロッテ     | 34    | 2     | 1     | 0     | 0        | 2     | 3     | 5        | --          | .400  | 200   | 47.1     | 41       | 1           | 20       | 2     | 3        | 35       | 1     | 0        | 13    | 10       | 1.90     | 1.29    |
| 1986       | ロッテ     | 36    | 2     | 0     | 0     | 0        | 0     | 2     | 1        | --          | .000  | 134   | 31.2     | 36       | 4           | 9        | 0     | 0        | 25       | 0     | 0        | 12    | 12       | 3.41     | 1.42    |
| 1987       | ロッテ     | 29    | 0     | 0     | 0     | 0        | 0     | 0     | 0        | --          | ----  | 64    | 15.2     | 13       | 0           | 6        | 2     | 1        | 6        | 0     | 0        | 6     | 5        | 2.87     | 1.21    |
| 通算：16年 | 通算：16年 | 418   | 35    | 4     | 1     | 1        | 14    | 27    | 8        | --          | .341  | 2377  | 554.2    | 612      | 63          | 154      | 28    | 23       | 308      | 6     | 1        | 273   | 244      | 3.96     | 1.38    |

- 各年度の太字はリーグ最高

### 記録
- 初登板：1971年4月10日、対近鉄バファローズ1回戦（東京スタジアム）、6回表2死に2番手で救援登板、1回1/3を無失点
- 初奪三振：1971年5月3日、対東映フライヤーズ5回戦（東京スタジアム）、10回表に萩原千秋から
- 初先発：1975年6月15日、対ヤクルトスワローズ12回戦（中日スタヂアム）、6回無失点
- 初セーブ：1975年8月20日、対読売ジャイアンツ18回戦（中日スタヂアム）、8回表に5番手で救援登板・完了、2回無失点
- 初勝利：1976年5月29日、対ヤクルトスワローズ7回戦（福井県営球場）、5回表に2番手で救援登板、3回2/3を3失点（自責点2）
- 初先発勝利：1981年5月22日、対中日ドラゴンズ8回戦（ナゴヤ球場）、7回1失点
- 初完投勝利：初完封勝利：1981年8月3日、対ヤクルトスワローズ18回戦（明治神宮野球場）

### 背番号
- 46（1970年）
- 40（1971年 - 1973年途中）
- 26（1973年途中 - 1980年）
- 13（1981年 - 1984年）
- 36（1985年 - 1987年）
- 81（1990年）